# Alina Korobko
Alina Korobko   (Yerky, 11 de novembre de 1947)) és una cantant d'òpera ucraïnesa.

## Biografia
Korobko es va graduar a l'Institut de Música R. Glier de Kíev, després de la qual cosa el 1969 va entrar al Conservatori de Donetsk. Més tard va esdevenir solista de l'Orquestra Simfònica de Donetsk.
La carrera de cantant de Korobko va començar el 1972. Amb les actuacions conjuntes amb el conjunt d'instruments populars "Surprise" (grup liderat per Yury Kukuzenko) va fer una gira per Europa. Les cançons més famoses de la seva actuació són "Autumn Gold", "Gandzia", "Under the Sky of Paris" i també "The City of My Love", dedicada a Donetsk pels autors del compositor de Donetsk Serhiy Mamonov i el poeta. S. Zhukovsky. Va actuar amb el cor de cambra de l'Acadèmia de Música de Donetsk sota la direcció d'Alime Murzayeva i els concertistes de la Filharmònica de Donetsk Stanislav Savari i Lyudmila Boroditskaya. És una de les cantants més conegudes; és anomenada el "rossinyol de Donetsk".
En l'actualitat, Korobko, és cap del departament i professora de l'Acadèmia de Música de Donetsk que porta el nom de S. Prokofiev. Entre els seus alumnes hi ha els solistes E. Udovin, G. Bratus, G. Kuklin, A. Yarov, A. Paretsky, E. Korzhevich i altres.
Korobko està casada amb Eduard Zakharov. La seva filla, Svetlana Zakharova, també és cantant.